# Богдановка (Липовецкий район)
Богдановка (укр. Богданівка) — село на Украине, находится в Липовецком районе Винницкой области.
Код КОАТУУ — 0522280303. Население по переписи 2001 года составляет 306 человек. Почтовый индекс — 22543. Телефонный код — 4358.
Занимает площадь 1,62 км².

## Адрес местного совета
22543, Винницкая область, Липовецкий р-н, с. Богдановка, ул. Волинська, 4